# 朗戈内
朗戈内（法語：Langonnet）是法国莫尔比昂省的一个市镇，属于蓬蒂维区（Pontivy）古兰县（Gourin）。该市镇总面积85.4平方公里，2009年时的人口为1927人。

## 人口
朗戈内人口变化图示